# Ryona
Ryona是一個新興的網路用詞。意思就是藉由觀看女性角色被痛擊、電擊、束縛、受傷掙扎、哀鳴而激起性快感。這種性嗜好的模式多從動漫與電玩中擷取內容，並且在網路上集結同好與討論，成為一種特殊的「萌」起模式。基本上Ryona這個字也可以算是電玩與動漫畫（ACG）的專業用詞。

## 起源

### 漫畫起源說
鮮少人知道這個詞的來源，在（昔）日本維基網站中對於Ryona一字的演變歷史也無法有精確的解釋，但有些人認為這個詞可能發源於獵奇系的漫畫，藉由獵奇漫畫中對女性施虐的影像而產生性快感。（尤其是九十至千禧年代的魔法少女為居多，並有時出現暴力、色情、被直接命中的異常狀態（例如是石化、凍僵、封印）場面）

### 網路起源說
這個字的起源可能來自於電動玩具，根據ニコニコ大百科對Ryona起源說（页面存档备份，存于），在網路上所能追蹤的最初用法始於2003年8月21日，某個無名氏爲了討論「あんっ」這個電玩遊戲，其中女性角色悲鳴聲所觸發的「萌」類感覺而首次使用Ryona。因為使用比較優雅的Ryona一字來代替獵奇手淫的說法，因此逐漸獲得此種性嗜好者的認同。

### SM起源說
在日本的搜索引擎中搜索会导向至，即施虐癖，因此Ryona詞彙有極大的可能性是從性虐恋起源，進而影響到ACG界對二次元中另一種說法，換言之Ryona早期的定義中受虐對象可能不只有女性角色，受害者可以是動物、男性等等，但因為大部分男性感官普遍對女性感到好感，Ryona進而演變受虐對象只有使用在女性角色上。

## 詞性與用字
該詞經過一段時間的演變之後，變成一個通用於動畫、電動玩具、色情影片的辭彙。這個字大部份以形容詞的方式出現（ryona），而少見以動詞ryonani（リョナニー）的形式出現。有些人可能認為Ryona是始於日文發音的用字，但也有人認為Ryona的發音類似於英文中的Arena，也就是競技場的意思，主因是Ryona大多用在有女性角色參與戰鬥的場面。可能被日文借用為拼音文字，在捲舌轉音的時候有所偏差，因此就以Ryona這個字的形式獨立發展，成為不管是英文或是日文動漫用詞中一致的用法。

## 文化發展
動畫中格鬥美女們的激烈場面也獲得不少ryona迷者的青睞。其中不乏可以觸發「萌」感的代表作品，例如Variable Geo（ヴァリアブル・ジオ）、海底嬌娃藍華等。包括歐美的ryona迷們都會把他們所喜歡的動畫片段放在YouTube上與人分享。隨著ryona迷的集結與分享，可以發現Ryona與獵奇影像的強烈相關性。在日本頗具規模的Ryona漫畫分享網站「Ryona繪圖2號佈告欄」（リョナ絵２号掲示板（页面存档备份，存于））中便可以見到許多業餘同人繪製的ryona漫畫或是插圖。這些圖像的內容不外乎就是女性角色遭受攻擊而表現痛苦的表情或是癱瘓的姿勢，但是除此之外也經常可以看到一些殘酷的畫面，例如骨折、穿刺、內臟、大量失血、截肢等許多幾乎是獵奇漫畫中才會看到的影像。或許有人認為ryona就是獵奇，但ryona的特色在於帶有戰鬥與輕度暴力的成分，與重度暴力的獵奇(guro)形式仍有所不同。不過這也說明了ryona與獵奇之間深厚的血緣關係(也就是上述中的漫畫起源說)。

## 衍生詞彙

### 逆Ryona
由於現今Ryona詞彙，受虐對象只能用於女性；對於男同志（男同性戀）或愛好男性SM而言，詞彙進而發展出逆Ryona。與Ryona本質相同，差別在於受害者從女性變成男性，同時也包括立場對換的女性虐待男性狀況。
逆Ryona一詞熱門度次於Ryona，但仍鮮少人使用。

### 人外Ryona
人外Ryona用於受虐對象為非人類的場合，受害對象可能是機械人、動物、怪獸、妖精等等，該詞也是鮮少被使用，而其使用上的性別大多也是以女性居多。
人外對象例如：洛克人、狼人（德魯伊）等。

### KemoRyona
KemoRyona詞彙是由日文英譯獸（人）Kemono（ケモノ）與Ryona結合而成的新穎詞彙，用於受虐對象為獸（人）的場合，比人外Ryona定義更為狹隘，甚至比上述兩者衍生詞彙更不被普遍使用，該詞彙使用似乎是從livedoor上由極少數聚集的某一討論版(http://jbbs.livedoor.jp/bbs/read.cgi/game/37271/1273894842/676-700%5B%5D)上開始出現。該詞彙並於於2011年8月21日，由一位台灣KemoRyona愛好者網友以英文將其辭彙解釋製成影片並上傳至YouTube，片名為《What Is KemoRyona ?（页面存档备份，存于）》。

### 衍生詞的爭議
上述介紹的衍生詞，都是從網路各個沒落角落由一些嗜好獨特之人衍生發明出的詞彙，因為嗜好獨特與世人對性感官的不同，常遭到極端正統Ryona迷們的歧視與否認，否認這些Ryona衍生詞彙存在的事實，而衍生詞事實也沒能像Ryona有正式被使用在ACG專業用詞上，所以這些人彼此交流活動比Ryona眾還要更加低調。